# Matti Nuutinen
Matti Nuutinen, nació en Turku (Finlandia), el 6 de marzo de 1990. Es un baloncestista finlandés que actualmente forma parte de la plantilla del Oviedo Club Baloncesto y de la Selección de baloncesto de Finlandia. Con 2.00 metros juega en la posición de alero.

## Trayectoria profesional
Su debut al máximo nivel fue con el Kouvot (07/08), donde permaneció hasta la 09/10; su proyección y juventud llamó la atención de otros equipos, dando el salto al Salon Vilpas la temporada  10/11, donde rindió bien (8.9 pt, 5.2 re), lo que hizo que se fijara en él Bisons Loimaa, uno de los equipos más potentes de Finlandia en esos momentos. 
Disputó cuatro temporadas en las filas del Bisons Loimaa (11-15) y dos ligas domésticas ganadas, además jugó la prestigiosa VTB League la temporada 14/15 (11.0 puntos, 4.0 rebotes) y todo ello con rol de titular, desde la posición de combo forward. 
Se convertiría en un fijo en la selección de baloncesto de Finlandia desde 2012 con la que disputaría el Mundobasket 2014 y el Eurobasket de 2015, en este último realizando unos promedios de 7.3 puntos y 3.8 rebotes por partido. 
En 2015, tras el fin del proyecto de Bisons Loimaa al alto nivel, el alero llegaba a Grecia para disputar la temporada 2015-2016 en el SEFA Arkadikos, promediando nueve puntos y cuatro rebotes por encuentro, un equipo recién ascendido a la HEBA que no logró el objetivo de la permanencia. Su buen año hizo que fichara la temporada 2016-2017 por el Chorale de Roanne Basket, de la liga ProB francesa, donde promedió siete puntos y tres rebotes. 
Disputó la temporada 2017-18 en las filas del BCM U Pitesti de Rumanía, donde promedió en veintitrés partidos, seis puntos y cuatro rebotes por encuentro.
En agosto de 2018, llega a España, en concreto a la Liga LEB Oro, firmando un contrato en su nueva aventura en el Oviedo Club Baloncesto por una temporada.

## Clubs
- Kouvot (2007–2010)
- Salon Vilpas Vikings (2010–2011)
- Bisons Loimaa (2011–2015)
- Arkadikos (2015–2016)
- Chorale Roanne (2016–2017)
- Pitești (2017-2018)
- Oviedo Club Baloncesto (2018-)